# 새해 첫날
새해 첫날은 한 해의 첫 날이며, 그레고리력이 보급된 전 세계에서 보편적으로는 양력 1월 1일을 가리킨다. 전 세계 대부분의 국가들은 양력 1월 1일 새해 첫날을 공휴일로 지정하고 명절로 기념하고 있으며, 한국에서는 새해 첫날, 신정, 양력 설 등으로 불린다. 그리고 띠는 새해 첫날에 바뀐다. 그게 상식이다.

## 지역별 새해 첫날

### 한국
한국에서는 설날인 음력 1월 1일과 구분하기 위하여 양력 1월 1일을 양력 설, 또는 새해 첫날이라고 한다. 신정(新正)이라고도 하는데, 이것은 일본에서 화력(和曆)을 양력으로 바꿀 때 음력설을 구정(舊正)이라고 부르면서 만든 말이다. 대한민국에서는 1989년까지는 이날부터 1월 3일까지 연휴였으나, 1989년에 설날이 3일 연휴(설날 전날, 설날, 설날 다음날)가 되면서 1990년에 1월 3일이 공휴일에서 제외되었으며, 9년 후인 1999년에 1월 2일이 공휴일에서 제외되어 현재는 1월 1일 하루만 공휴일이다.
대한민국에서는 음력설처럼 일가 친척이 모이지는 않더라도 가정에서는 보통 떡국을 먹으며, 일부 가정은 양력 1월 1일 새해 첫날을 쇠기도 한다. 세배가 아닌 다른 새해 인사는 양력 설인 새해 첫날 즈음에 하는 것이 보편화되어 가는 추세이며, 간지도 음력설이나 입춘이 아닌 새해 첫날을 기준으로 새롭게 시작되는 추세이다. 보신각 타종과 전국 각지의 해돋이 행사 등 묵은 해를 보내고 새해를 맞이하는 새해 첫날의 의미는 새해 첫날이 음력설보다 매우 강하다.
한국에서는 신년전야인 12월 31일부터 “새해 복 많이 받으세요”라며 새해 인사와 덕담을 나눈다. KBS, SBS에서는 연기대상, MBC에서는 가요대제전을 하며, 각종 방송사에서는 방송 중 새해 첫날 1분 전 즈음부터 새해 맞이 카운트다운 행사를 진행한다. 새해 첫날에는 일출을 보고 새해 소망을 기원하는 인파들의 행렬이 이어지며, 정치인들이나 기업인들이나 교육자들, 고위 공무원들은 신년사를 발표한다. 새해 첫날에 각 가정에서는 떡국을 먹으며 한 해의 무사를 기원한다. 양력을 공식 달력으로 사용하는 현대 한국 사회에서는 보편적으로 새해 첫날인 이 날을 띠가 바뀌는 새로운 갑자(甲子)의 기준으로 삼고 있다. 그러나 정확히 띠가 변하는 시기는 24절기중 봄이 시작하는 입춘(立春)을 시작으로 띠가 변경이 된다. 각 방송국에서 양력 1월1일과 설날 방송등에서 새로 변한 띠의 해로 새해 인사를 하지만 이는 오류이다. 대중매체를 통해 지식을 입력 받는 일반인 입장에서는 잘못된 정보를 습득하게 되는 것이다. 새로운 띠는 입춘일때 바뀌는게 정확한 지식이다.

### 미국
미국은 새해 첫날이 추수감사절, 크리스마스, 부활절 다음으로 큰 명절이며, 새해 전야(New Year’s Eve)에 전국 각지에서 카운트다운 행사가 열린다. 뉴욕의 볼드랍(ball drop) 행사는 세계적으로 유명하다.

### 일본
일본은 쇼가쓰, 정월 등으로 설날을 부르며, 양력 1월 1일을 설날로 쇤다. 설날은 일본의 연중 최대 명절이며 연말연시 연휴 기간 많은 행사들이 있다. 연말연시 연휴는 보통 12월 29일~1월 3일까지이며, 12월 28일부터 1월 5일까지 쉬기도 한다. 도쿄 시부야나 오사카 도톤보리 등지에서 새해 전야에 카운트다운 행사가 있으며, 도쿄 시부야 스트래블 교차로 카운트다운이 유명하다.
일본에서 매년 양력 1월 1일부터 1월 3일까지 포함되며, 한국에서는 설날인 음력 1월 1일과 구분하기 위하여 양력 1월 1일을 양력 설, 또는 새해 첫날이라고 한다. 양력 설은 신정(新正)이라고도 하는데, 이것은 일본에서 화력(和曆)을 양력으로 바꿀 때 음력설을 구정(舊正)이라고 부르면서 만든 말이다.

## 같이 보기
- 새해
  - 동지 (또는 동지점)
  - 하지 (또는 하지점)
  - 입춘
  - 춘분 (또는 춘분점)
- 설날
  - 설날 (한국)
- 신년전야

## 기타
양력 1월 1일은, 천문학적으로는 황경이 거의 280도라는 의미가 있다.